# 重水素化ジメチルスルホキシド
重水素化ジメチルスルホキシド（じゅうすいそかジメチルスルホキシド、DMSO-d6、英: Deuterated dimethyl sulfoxide）は、ジメチルスルホキシドの同位体置換体（英: isotopologue）である。ジメチルスルホキシド中の水素原子（H）が同位体である重水素（D）に置換されている。重水素化ジメチルスルホキシドは核磁気共鳴分光法で用いられる一般的な溶媒である。

## 製造
重水素化ジメチルスルホキシドは酸化カルシウムのような塩基性触媒の存在下で重水とジメチルスルホキシドを加熱することによって製造される。この反応は全てのプロトンを一度に重水素化できないため、完全に重水素化された生成物へと平衡を駆動させるために、生成した水除去して重水で置き換える操作を複数回行う必要がある。

## 核磁気共鳴分光法における利用

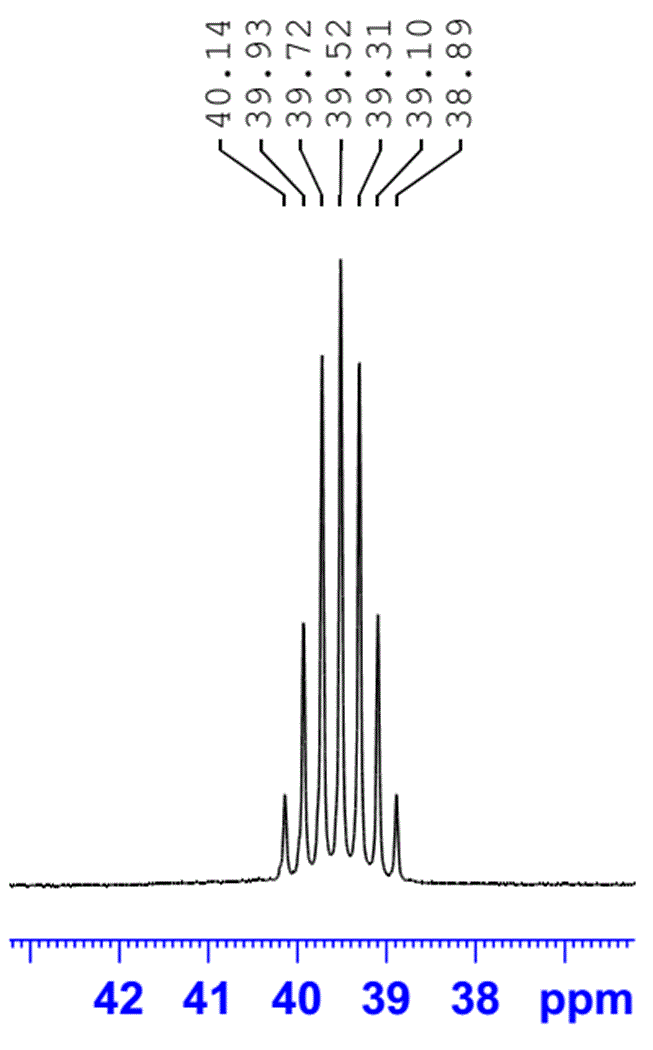
重水素化ジメチルスルホキシドの^{13}C NMRシグナル

純粋な重水素化ジメチルスルホキシドは1H NMRスペクトルでピークを示さないため、NMR測定の重溶媒として一般的に使用される。しかし、市販の試料は100%純粋ではなく、残留DMSO-d5の1H NMRシグナルが2.50ppm（五重線、JHD = 1.9 Hz）で観測される。重水素化ジメチルスルホキシドの13Cの化学シフトは39.52 ppmに七重線で観測される。